# ميهاي دان يونسكو
ميهاي دان يونسكو هو مدرب كرة قدم ولاعب كرة قدم روماني في مركز الوسط، ولد في 29 سبتمبر 1968 في بياترا نيامتس في رومانيا. لعب مع نادي تيراسبول.

## وصلات خارجية
- ميهاي دان يونسكو على موقع قاعدة بيانات كرة القدم.إي يو (الإنجليزية)
- ميهاي دان يونسكو على موقع Soccerway.com (الإنجليزية)